# Willmersreuth
Willmersreuth (oberfränkisch: Willmeaschreud bzw. Willmeaschraad) ist ein Gemeindeteil des Marktes Mainleus im Landkreis Kulmbach (Oberfranken, Bayern). Die Gemarkung Willmersreuth hat eine Fläche von 2,324 km². Sie ist in 576 Flurstücke aufgeteilt, die eine durchschnittliche Flurstücksfläche von 4034,94 m² haben.

## Geografie
Das Pfarrdorf liegt teils im Maintal, teils in Hanglage. Im Westen befindet sich ein Modellflugplatz, auf dem Weg dorthin steht ein Baum, der als Naturdenkmal ausgezeichnet ist. Die Kreisstraße KU 6 führt nach Mainleus zur Bundesstraße 289 (2,4 km östlich) bzw. nach Wüstenbuchau (2 km südwestlich).

## Geschichte
Der Ort wurde 1390 als „Wilhelmesreuthe“ erstmals urkundlich erwähnt. Das Bestimmungswort des Ortsnamens ist der Personenname Wilhelm.
Gegen Ende des 18. Jahrhunderts gab es in Willmersreuth 24 Anwesen. Das Hochgericht übte das brandenburg-bayreuthische Stadtvogteiamt Kulmbach aus. Die Dorf- und Gemeindeherrschaft hatte das Rittergut Wernstein. Grundherren waren der bambergische Langheimer Amtshof (2 Güter, 3 Tropfgüter), das Giech’sche Amt Buchau (1 Gütlein), das Rittergut Danndorf (1 Drittelsölde), das Rittergut Schmeilsdorf (10 Güter, 4 Gütlein, 1 Sölde, 1 Tropfgütlein) und das Rittergut Wernstein (1 Gut).
Von 1797 bis 1810 unterstand Willmersreuth dem Justiz- und Kammeramt Kulmbach. 1810 kam der Ort zum Königreich Bayern. Mit dem Gemeindeedikt wurde Willmersreuth dem 1811 gebildeten Steuerdistrikt Schwarzach und der 1812 gebildeten Ruralgemeinde Schwarzach zugewiesen. Mit dem Zweiten Gemeindeedikt von 1818 entstand die Ruralgemeinde Willmersreuth. Sie war in Verwaltung und Gerichtsbarkeit dem Herrschaftsgericht Thurnau (ab 1852 Landgericht Thurnau) zugeordnet und in der Finanzverwaltung dem Rentamt Thurnau (1919 in Finanzamt Thurnau umbenannt). In der freiwilligen Gerichtsbarkeit unterstanden 22 Anwesen bis 1848 Patrimonialgericht Schmeilsdorf und 1 Anwesen bis 1848 dem Patrimonialgericht Buchau. Ab 1862 gehörte Willmersreuth zum Bezirksamt Kulmbach (1939 in Landkreis Kulmbach umbenannt). Die Gerichtsbarkeit blieb beim Landgericht Thurnau (1879 in das Amtsgericht Thurnau umgewandelt), von 1929 bis 1972 war das Amtsgericht Bayreuth zuständig, seitdem ist es das Amtsgericht Kulmbach. 1930 wurde die Finanzverwaltung vom Finanzamt Bayreuth übernommen, seit 1973 ist das Finanzamt Kulmbach zuständig. Die Gemeinde hatte eine Fläche von 2,325 km². Im Zuge der Gebietsreform in Bayern wurde die Gemeinde am 1. Januar 1972 in den Markt Mainleus eingegliedert.

## Baudenkmäler
Baudenkmäler sind ein Wohnstallhaus, die evangelisch-lutherische Kirche St. Sixtus und St. Lorenz, eine Türrahmung und ein Brunnen.

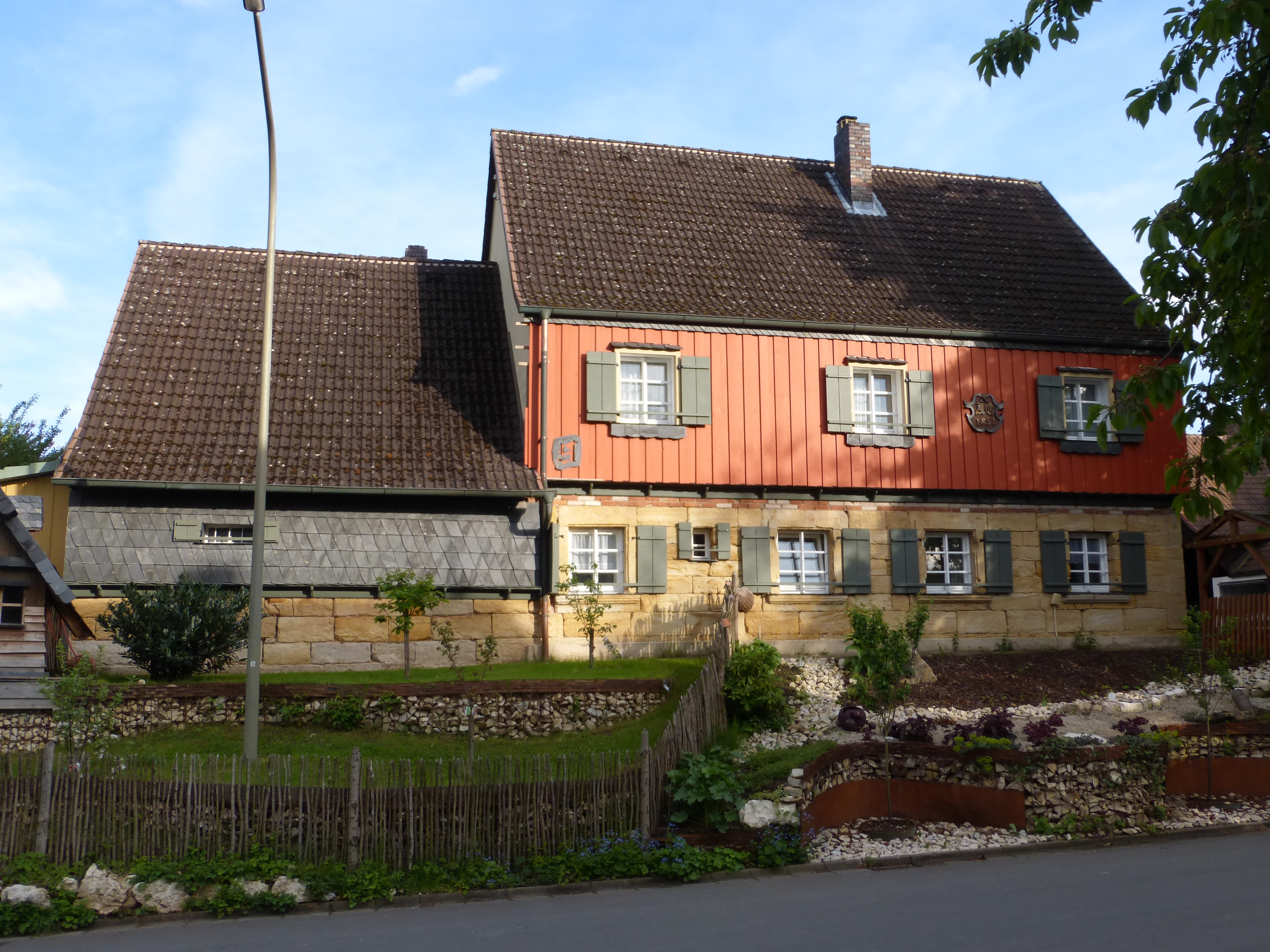
Wohnstallhaus
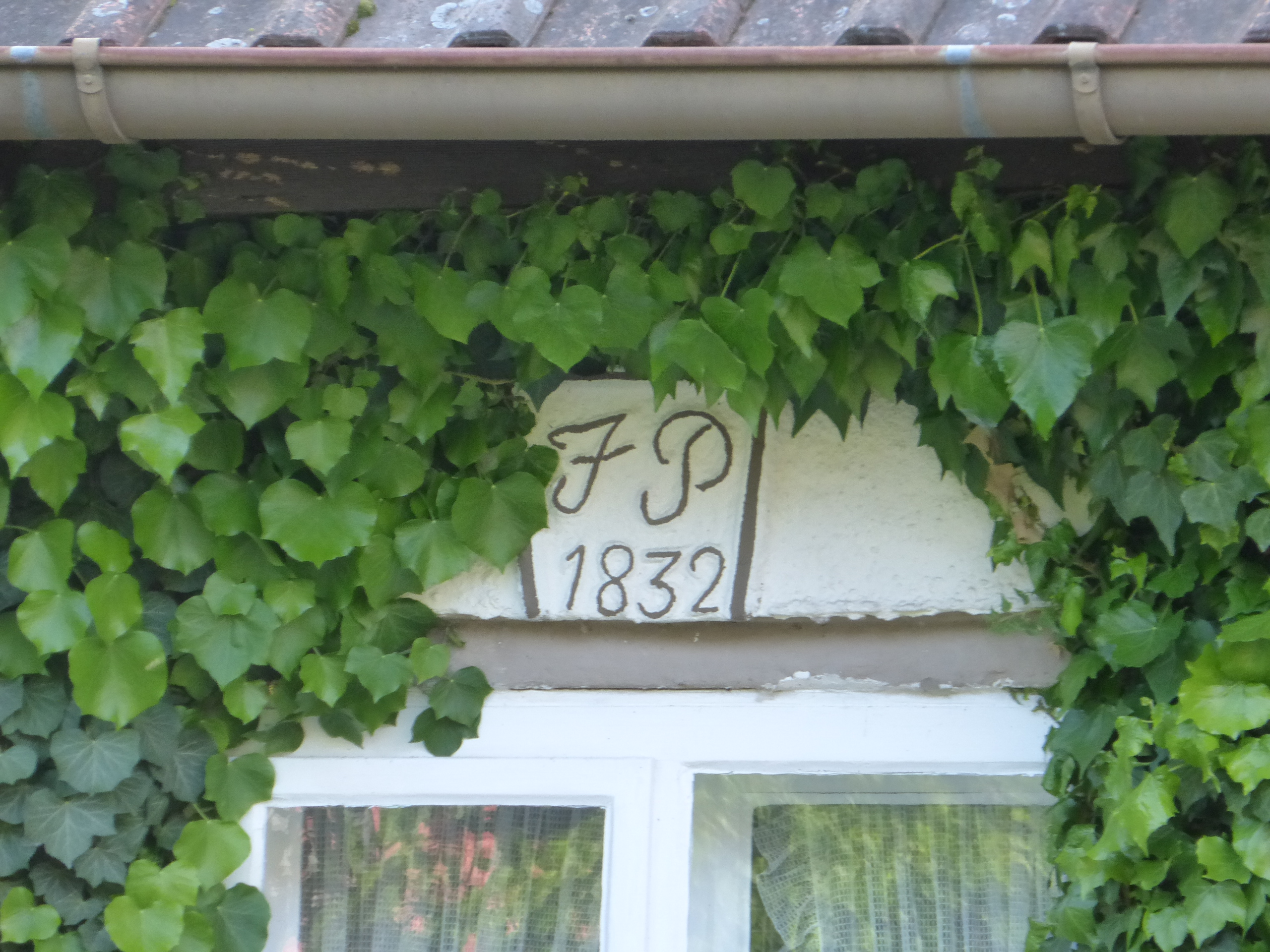
Türrahmung
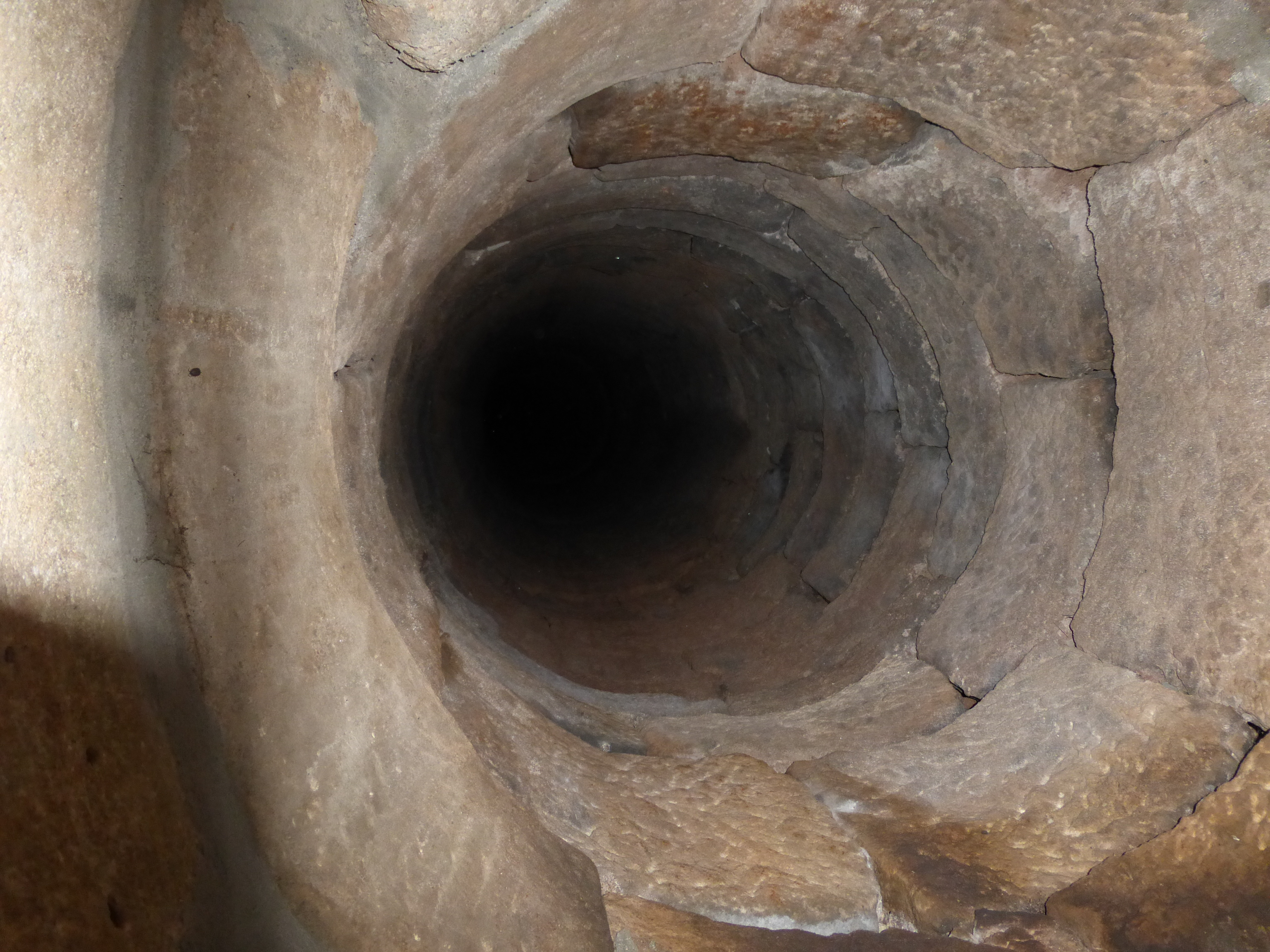
Dorfbrunnen

## Religion
Willmersreuth ist seit der Reformation evangelisch-lutherisch geprägt und nach St. Johannis (Schwarzach bei Kulmbach) gepfarrt.